# Фокстер'єр
Фокстер'є́р (англ. фр., ісп., нім. «Fox Terrier» — єдина уніфікована назва в багатьох мовах) — порода мисливських собак з групи тер'єрів; шерсть густа, масть біла з чорними або коричневими плямами; гладко- та жорсткошерсті різновиди.

## Походження
Фокстер'єри існують в Англії з XVI століття. З двох різновидів породи — жорсткошерстий фокстер'єр і гладкошерстий фокстер'єр — друга давніша. Серед вихідних порід були бігли, прадавні породи чорних, білих і інших тер'єрів, буль тер'єри. Сучасний фокстер'єр виведений в першій половині XIX століття спеціально для полювання на лисиць в норах (звідки пішла його назва), кабанів і борсуків. Стандарти Фокстер'єра для 2 різновидів породи опубліковані в 1876 році, тоді ж заснований і клуб аматорів породи Фокстер'єр. Тепер фокстер'єр став найпопулярнішим собакою серед тер'єрів. Короткошерстий різновид фокстер'єра зустрічається рідше, ніж жорсткошерстий.

## Характеристика породи
Життєрадісний, витривалий, темпераментний і енергійний собака міцного сухого типу конституції, що постійно перебуває в русі. Безстрашний і сміливий, з незалежним характером. Дуже любить хазяїна, з дітьми терплячий, грайливий й товариський. Надзвичайно пильний, недовірливий до сторонніх, охоче гавкає. Агресивний щодо інших собак. У навчанні впертий, потрібна наполегливість, але без зайвого натиску. Мисливський собака, спортивний собака, собака-компаньйон.

## Опис

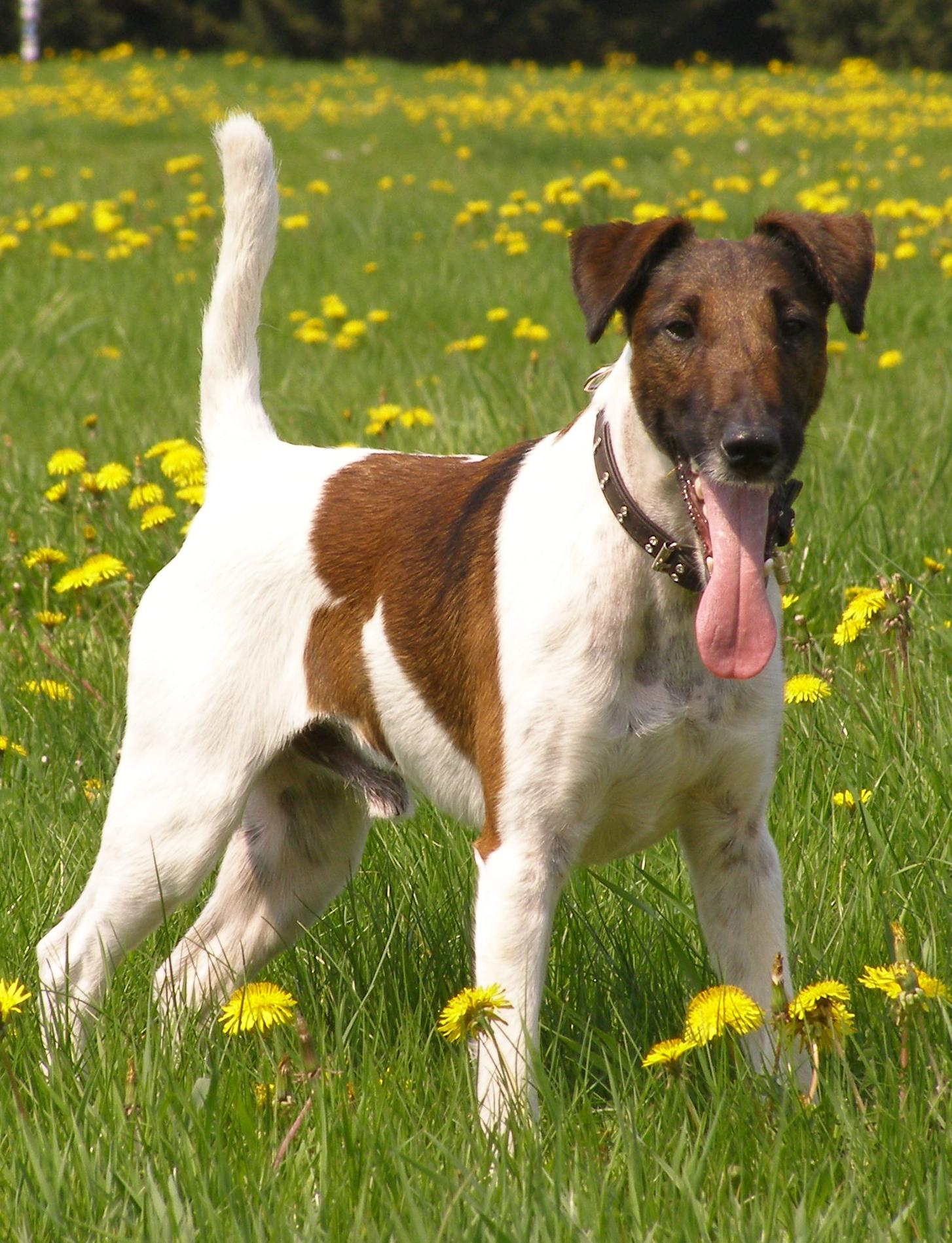
Фокстер'єр (гладкошерстий)

Голова довга. Тім'яна частина плоска. Перехід від чола до морди слабко виражений. Щелепи сильні, в жорсткошерстого фокстер'єра морда покрита твердою шерстю — бородою й вусами.
Очі маленькі, округлої форми, трохи косо поставлені, темні.
Вуха невеликі, трикутної форми, що висять на хрящі, кінці їх спрямовані до зовнішніх кутів очей. Стоячі вуха неприпустимі.
Корпус компактний. Шия довга, мускулиста, суха. Чубок виражений. Груди глибокі. Ребра помірковано вигнуті. Спина пряма, коротка. Поперек потужний, м'язиста, трохи опукла. Круп не скошений.
Кінцівки прямі, м'язисті, досить довгі, з міцним кістяком. Передні поставлені близько, задні — ширше. Лабети котячі, з щільними подушечками. Хвіст товстий, високо посаджений, піднятий, але не вище лінії спини.
Два різновиди: жорсткошерста — щільна шерсть, довжиною на лопатках близько 2 см, на чубку, спині, боках і крупі — 3,8 см. На щелепах дуже тверда довга вовна; підшерстя густе, короткий, більш м'яке; короткошерста — пряма, тверда, припасована вовна, густа й рясна.
Забарвлення біле, руде — і чорне, триколірне. В забарвленні повинен домінувати білий колір. Небажані занадто великі кольорові плями, що витісняють біле тло. Неприпустимі: тигрове забарвлення, блакитні (ясно-сірі), червоні або кавові плями.
Висота в загривку: пси до 39,3 см, суки: трохи менше.
Вага: пси — близько 8 кг, суки — близько 7 кг.

## Фокстер'єр у культурі
- Монморансі — жорсткошерстий фокстер'єр з «Троє в човні не рахуючи собаки».
- Сніттер — гладкошерстий фокстер'єр з новели Річарда Адамса «Чумні пси».
- Боб — фокстер'єр з новели Агати Крісті «Німий свідок».
- Даринка — цуценя з казок Карела Чапека присвячених фокстер'єрам: «Чому тер'єри риються у землі», «Про Аліка».
- Фокстер — гладкошерстий фокстер'єр, головний герой фільму Фокстер і Макс (фільм)

## Догляд

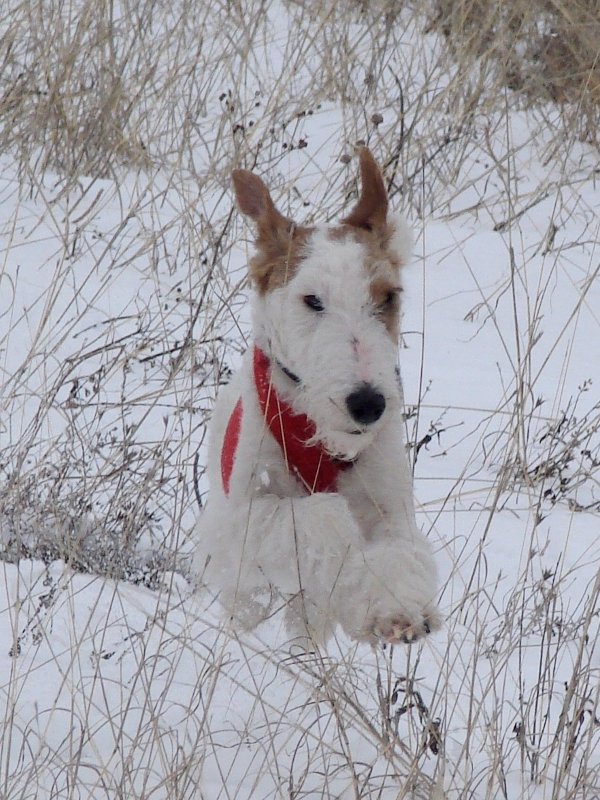
Фокстер'єр (жорсткошерстий) на зимовому полюванні

Довжина шерсті фокстер'єра на ступінь пристосованості до кліматичних умов майже не впливає. Шерсть жорсткошерстого фокстер'єра — це скоріше броня від гострих зубів, і в підтримці температурного балансу вона практично не допомагає. В умовах субтропіків фокстер'єр може спокійно жити у саду, за умови утримання у вольєрі. В іншому випадку його місце проживання — квартира або будинок. Важливо враховувати те, що ці собаки є природженими мисливцями й обожнюють знаходитися на відкритому повітрі. Собакам цієї породи шкідливо сидіти на прив'язі та у закритому приміщенні. Треба звернути увагу на особливості догляду за шерстю цих собак. У фокстер'єра немає яскраво вираженого періоду линяння, і заміна шерсті відбувається постійно. У гладкошерстих собак волосинки дрібні та жорсткі, що може бути достатньо сильним подразливим чинником, адже вони здатні забиватися у тканину одягу та інших речей. Натомість жорсткошерстих слід кілька раз на рік піддавати процедурі триммінгу.